# Marcus Edinger
Marcus Edinger (* 16. August 1820 in Worms; † 14. Juni 1879 ebenda) war ein hessischer Textilfabrikant und Abgeordneter der 2. Kammer der Landstände des Großherzogtums Hessen.
Marcus Edinger war der Sohn des Kaufmanns und Gemeinderats Ludwig Edinger und dessen Ehefrau Franziska Edinger. Edinger, der jüdischen Glaubens war, heiratete am 11. Juni 1854 in Worms Julie geborene Hochstaedter (* in Karlsruhe; † 1894), die Tochter des Spitaloberarztes in Karlsruhe Dr. med. Hochstaedter. Aus der Ehe gingen folgende Kinder hervor:
- Emilie Riesser, geborene Edinger, heiratete den Bankier und Professor Jacob Riesser. Sie wurde 1944 als hochbetagte Witwe trotz ihrer Konversion zum evangelischen Glauben als Jüdin  von den Nationalsozialisten ermordet
- Ludwig Edinger (1855–1918), Neurologe, Professor in Frankfurt am Main

Edinger war Kaufmann und Textilfabrikant in Worms. Nach einer kaufmännischen Lehre in Frankfurt am Main übernahm er gemeinsam mit seinem Bruder das väterliche Geschäft. Er baute das Unternehmen zur ersten Kleiderfabrik in Worms aus. Er war sozial engagiert und Mitgründer von Vereinen zur Arbeiterbildung und -wohlfahrt. 1860 gehörte der mit Schulze-Delitzsch persönlich bekannte Edinger Initiator der Gründung des Vorschuss und Creditvereins in Worms. Er war Mitglied des Vorstands der jüdischen Gemeinde Worms.
In der Märzrevolution 1848 engagierte er sich auf der Seite der demokratischen Politiker. 1861 bis 1878 gehörte er dem Wormser Gemeinderat, 1865 bis 1878 der Zweiten Kammer der Landstände an. Er wurde für den Wahlbezirk Worms gewählt.